# Carl's Corner
Carl's Corner es un pueblo ubicado en el condado de Hill en el estado estadounidense de Texas. En el Censo de 2010 tenía una población de 173 habitantes y una densidad poblacional de 24,88 personas por km².

## Geografía
Carl's Corner se encuentra ubicado en las coordenadas 32°5′2″N 97°3′11″O / 32.08389, -97.05306. Según la Oficina del Censo de los Estados Unidos, Carl's Corner tiene una superficie total de 6.95 km², de la cual 6.93 km² corresponden a tierra firme y (0.34%) 0.02 km² es agua.

## Demografía
Según el censo de 2010, había 173 personas residiendo en Carl's Corner. La densidad de población era de 24,88 hab./km². De los 173 habitantes, Carl's Corner estaba compuesto por el 88.44% blancos, el 2.89% eran afroamericanos, el 0.58% eran amerindios, el 0% eran asiáticos, el 0% eran isleños del Pacífico, el 8.09% eran de otras razas y el 0% pertenecían a dos o más razas. Del total de la población el 25.43% eran hispanos o latinos de cualquier raza.